# 왕어우
왕어우(중국어: 王鸥, 병음: Wáng ōu, 1982년 10월 28일 ~ )는 중국의 배우이자 모델이다.